# Діаграма Парето

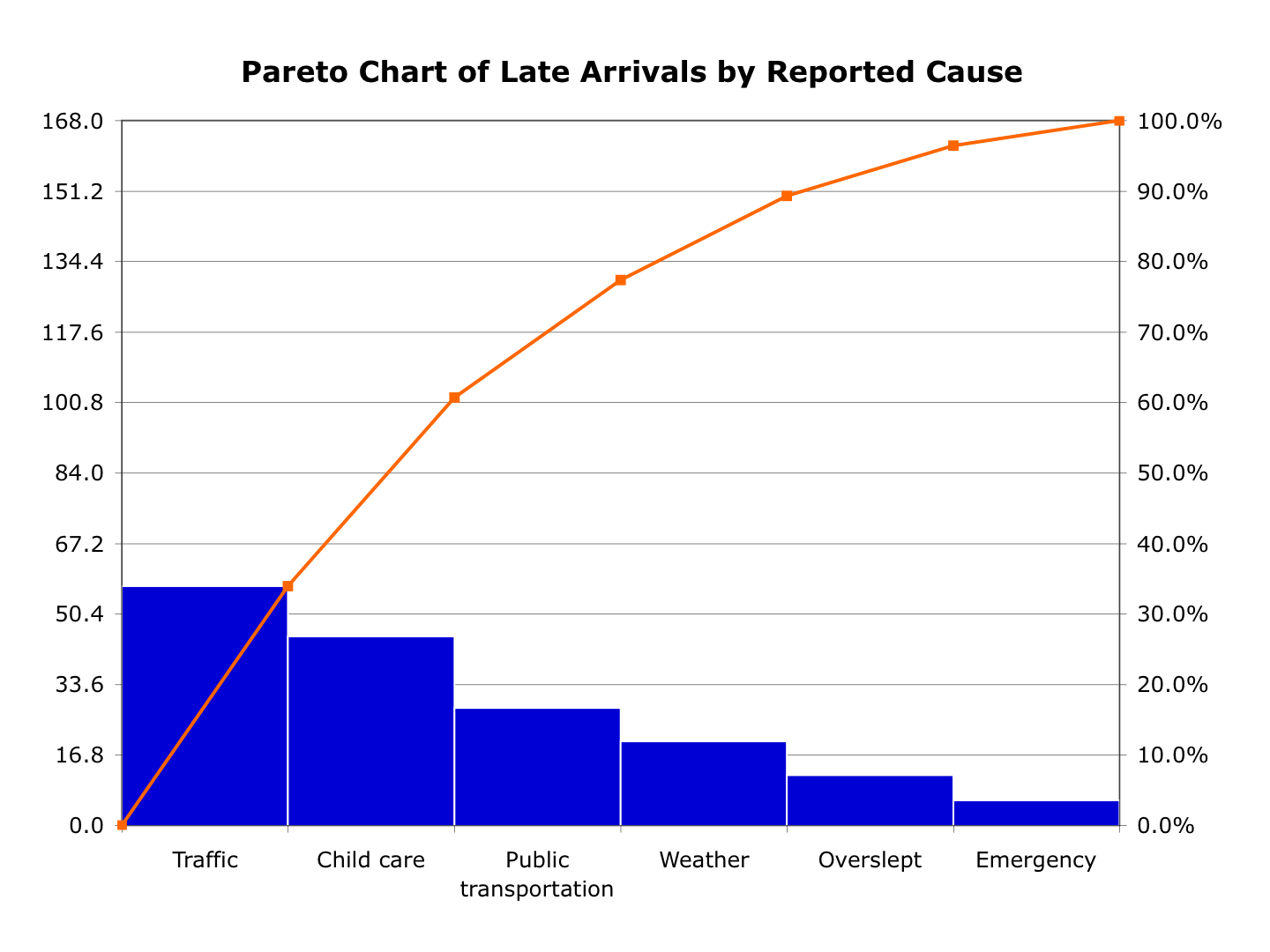
Діаграма Парето. Приклад.

Крива Парето (діаграма Парето) — графічне відображення закону Парето, кумулятивної залежності розподілу певних ресурсів (накопиченого багатства, результати голосування …) або результатів від великої сукупності (вибірки) причин (наприклад, від кількості населення, активності учасників, впливу факторів …).
Один з семи основних інструментів вимірювання, оцінювання, контролю та покращення якості виробничих процесів, що входять до «родини інструментів контролю якості»[джерело?]:
1. контрольна карта
2. діаграма Парето
3. гістограма
4. контрольний аркуш
5. діаграма Ішикави
6. розшарування (стратифікація)
7. діаграма розсіювання

## Види діаграм Парето
- Діаграма Парето за результатами діяльності.
- Діаграма Парето за причинами.